# Нова Букувка
Нова Букувка (пол. Nowa Bukówka) — село в Польщі, у гміні Жаб'я Воля Ґродзиського повіту Мазовецького воєводства.
Населення — 270 осіб (2011).
У 1975-1998 роках село належало до Скерневицького воєводства.

## Демографія
Демографічна структура станом на 31 березня 2011 року:
|          | Загалом | Допрацездатний вік | Працездатний вік | Постпрацездатний вік |
| -------- | ------- | ------------------ | ---------------- | -------------------- |
| Чоловіки | 145     | 39                 | 95               | 11                   |
| Жінки    | 125     | 22                 | 81               | 22                   |
| Разом    | 270     | 61                 | 176              | 33                   |